# Сили, Малик
Малик Сили (англ. Malik Sealy; 1 февраля 1970, Бронкс, Нью-Йорк, штат Нью-Йорк — 20 мая 2000 Сент-Луис-Парк, Миннесота) — американский профессиональный баскетболист, выступавший в НБА.
Сили отыграл восемь сезонов в Национальной баскетбольной ассоциации (НБА) за команды Индиана Пэйсерс, Лос-Анджелес Клипперс, Детройт Пистонс и Миннесота Тимбервулвз, затем погиб в автомобильной аварии в возрасте 30 лет.

## Начало карьеры
Уроженец Бронкса, Нью-Йорк, Сили был назван в честь афроамериканского активиста и общественного деятеля Малкольма Литтла, более известный как Малкольм Икс, у которого отец Сили работал телохранителем. Малик был выбран под 14-м номером на драфте НБА 1992 года командой «Индиана Пэйсерс».

## Карьера в НБА
В течение своей карьеры в НБА, Сили в среднем набирал 10.1 очка за 23.8 минуты за игру. В последнем своём сезоне в матче против «Орландо Мэджик» 27 декабря 1999 года Малик принёс выездную победу для «Тимбервулвз» 107—105. Также он принёс ещё одну победу своим трёхочковым броском под занавес матча против «Индиана Пэйсерс» 101—100 17 января 2000 года.

## Актёрская карьера
Сили также был начинающим актёром, сыграв одну из ролей в качестве талантливого, но эгоистичного баскетболиста Стэйси Пэйтона в фильме 1996 года «Эдди» в главной роли с Вупи Голдберг. Он также выступал в нескольких телевизионных шоу, таких как «Диагноз: убийство» и «Часовой».

## Смерть
Сили погиб в Сент-Луис-Парке, штат Миннесота 20 мая 2000 года. Он ехал домой с празднования дня рождения товарища по команде и лучшего друга Кевина Гарнетта из центра города Миннеаполис, когда в его внедорожник врезался пикап и вылетел на другую сторону шоссе. За рулём был 43-летний Суксангуан Фенгсен (англ. Souksangouane Phengsene), который вышел после аварии с травмой головы и грудной клетки. На водителе был надет ремень безопасности. В машине Фенгсена сработала подушка безопасности, но у внедорожника Сили не было ни одной.
Анализ крови показал, что в момент аварии Фенгсен вёл автомобиль в нетрезвом состоянии, содержание алкоголя в крови составило 0,19 %. В то время как предельно допустимый уровень в штате Миннесота на то время был 0,1 %.
После освобождения из тюрьмы, Фенгсен был осуждён за вождение в нетрезвом состоянии за новый инцидент в 2006 году. Отработав один год в работном доме, он был освобожден, а затем был снова арестован и снова осуждён за вождение автомобиля в нетрезвом в 2008 году. Это его последний инцидент, за который он получил восемь лет тюремного заключения.

## Наследие
Номер 2 под которым играл Сили в команде Миннесота Тимбервулвз была выведена из обращения. Кевин Гарнетт также отдал ему дань уважения, написав «2MALIK» на внутренней стороне язычка на кроссовках Adidas Garnett 3. У Гарнетта есть татуировка в честь Сили на правой руке. После того, как в июле 2013 года его обменяли из «Бостон Селтикс» в «Бруклин Нетс», Гарнетт изменил номер своей формы на № 2 в честь Сили. Вернувшись в «Миннесоту» 25 февраля 2015 года Кевин Гарнетт носил на левом предплечье повязку №2 в память о своем лучшем друге.

## Статистика

### Статистика в НБА
| Сезон                                                                                    | Команда   | Регулярный сезон | Регулярный сезон | Регулярный сезон | Регулярный сезон | Регулярный сезон | Регулярный сезон | Регулярный сезон | Регулярный сезон | Регулярный сезон | Регулярный сезон | Регулярный сезон | Серия плей-офф | Серия плей-офф | Серия плей-офф | Серия плей-офф | Серия плей-офф | Серия плей-офф | Серия плей-офф | Серия плей-офф | Серия плей-офф | Серия плей-офф | Серия плей-офф |
| Сезон                                                                                    | Команда   | GP               | GS               | MPG              | FG%              | 3P%              | FT%              | RPG              | APG              | SPG              | BPG              | PPG              | GP             | GS             | MPG            | FG%            | 3P%            | FT%            | RPG            | APG            | SPG            | BPG            | PPG            |
| ---------------------------------------------------------------------------------------- | --------- | ---------------- | ---------------- | ---------------- | ---------------- | ---------------- | ---------------- | ---------------- | ---------------- | ---------------- | ---------------- | ---------------- | -------------- | -------------- | -------------- | -------------- | -------------- | -------------- | -------------- | -------------- | -------------- | -------------- | -------------- |
| 1992/93                                                                                  | Индиана   | 58               | 2                | 11,6             | 42,6             | 22,6             | 68,9             | 1,9              | 0,8              | 0,6              | 0,1              | 5,7              | 3              | 0              | 6,0            | 0,0            | 0,0            | 100,0          | 0,7            | 0,0            | 0,0            | 0,0            | 0,7            |
| 1993/94                                                                                  | Индиана   | 43               | 6                | 14,5             | 40,5             | 25,0             | 67,8             | 2,7              | 1,1              | 0,7              | 0,2              | 6,6              | Не участвовал  | Не участвовал  | Не участвовал  | Не участвовал  | Не участвовал  | Не участвовал  | Не участвовал  | Не участвовал  | Не участвовал  | Не участвовал  | Не участвовал  |
| 1994/95                                                                                  | Клипперс  | 60               | 41               | 26,7             | 43,5             | 30,1             | 78,0             | 3,6              | 1,8              | 1,2              | 0,4              | 13,0             | Не участвовал  | Не участвовал  | Не участвовал  | Не участвовал  | Не участвовал  | Не участвовал  | Не участвовал  | Не участвовал  | Не участвовал  | Не участвовал  | Не участвовал  |
| 1995/96                                                                                  | Клипперс  | 62               | 48               | 25,8             | 41,5             | 21,0             | 79,9             | 3,9              | 1,9              | 1,4              | 0,5              | 11,5             | Не участвовал  | Не участвовал  | Не участвовал  | Не участвовал  | Не участвовал  | Не участвовал  | Не участвовал  | Не участвовал  | Не участвовал  | Не участвовал  | Не участвовал  |
| 1996/97                                                                                  | Клипперс  | 80               | 79               | 30,7             | 39,6             | 35,6             | 87,6             | 3,0              | 2,1              | 1,6              | 0,6              | 13,5             | 3              | 3              | 26,3           | 48,0           | 20,0           | 73,3           | 1,0            | 1,7            | 0,0            | 0,0            | 12,0           |
| 1997/98                                                                                  | Детройт   | 77               | 10               | 21,3             | 42,8             | 22,0             | 82,4             | 2,8              | 1,3              | 0,8              | 0,3              | 7,7              | Не участвовал  | Не участвовал  | Не участвовал  | Не участвовал  | Не участвовал  | Не участвовал  | Не участвовал  | Не участвовал  | Не участвовал  | Не участвовал  | Не участвовал  |
| 1998/99                                                                                  | Миннесота | 31               | 7                | 23,6             | 41,1             | 26,1             | 90,2             | 3,0              | 1,2              | 1,0              | 0,2              | 8,1              | 4              | 0              | 17,5           | 34,8           | -              | 80,0           | 1,5            | 0,8            | 0,3            | 0,3            | 5,0            |
| 1999/00                                                                                  | Миннесота | 82               | 61               | 29,2             | 47,6             | 28,6             | 81,2             | 4,3              | 2,4              | 0,9              | 0,2              | 11,3             | 4              | 4              | 30,5           | 46,3           | 33,3           | 68,8           | 4,5            | 1,3            | 0,5            | 0,0            | 12,5           |
|                                                                                          | Всего     | 493              | 254              | 23,8             | 42,6             | 29,2             | 80,9             | 3,2              | 1,7              | 1,1              | 0,3              | 10,1             | 14             | 7              | 20,6           | 41,5           | 22,2           | 73,7           | 2,1            | 0,9            | 0,2            | 0,1            | 7,7            |
| Наведите курсор мыши на аббревиатуры в заголовке таблицы, чтобы прочесть их расшифровку. |           |                  |                  |                  |                  |                  |                  |                  |                  |                  |                  |                  |                |                |                |                |                |                |                |                |                |                |                |

### Статистика в NCAA
| Сезон | Команда    | Conf     | Class | GP  | GS | MPG  | FG%  | 3P%  | FT%  | RPG | APG | SPG | BPG | PPG  |
| --- | ---------- | -------- | ----- | --- | -- | ---- | ---- | ---- | ---- | --- | --- | --- | --- | ---- |
| 1988/89 | Сент-Джонс | Big East | FR    | 31  |    | 37,8 | 48,9 | 21,2 | 55,8 | 6,4 | 2,2 | 1,2 | 0,7 | 12,9 |
| 1989/90 | Сент-Джонс | Big East | SO    | 34  | 34 | 38,4 | 52,5 | 7,4  | 68,8 | 6,9 | 1,7 | 2,2 | 1,0 | 18,1 |
| 1990/91 | Сент-Джонс | Big East | JR    | 32  |    | 37,6 | 49,2 | 30,2 | 74,3 | 7,7 | 1,7 | 2,1 | 1,3 | 22,1 |
| 1991/92 | Сент-Джонс | Big East | SR    | 30  |    | 38,7 | 47,2 | 30,2 | 79,3 | 6,8 | 1,7 | 2,0 | 0,6 | 22,6 |
| Всего | Всего      | Всего    | Всего | 127 | 34 | 38,1 | 49,4 | 24,7 | 71,2 | 6,9 | 1,8 | 1,9 | 0,9 | 18,9 |
| Наведите курсор мыши на аббревиатуры в заголовке таблицы, чтобы прочесть их расшифровку Статистика приведена с сайта sports-reference.com |            |          |       |     |    |      |      |      |      |     |     |     |     |      |